# 甲号擲弾銃
甲号擲弾銃（こうごうてきだんじゅう）とは、日本軍が使用したライフルグレネードである。

## 概要
日露戦争の教訓から擲弾投射装置が必要であると考えられて開発が始められた。当時、配備されていた三八式歩兵銃では口径が小さすぎて擲弾投射装置に向かないことから、旧式化していた村田銃を元に作成された。
二脚によって銃身を支える支持架を持ち、発射するときには銃を構えず、地面に設置することからも、構造的にはスピガット・モーター式迫撃砲の一種と見ることも出来る。
1914年（大正3年）7月に制式採用され、同年10月に勃発した青島攻略戦で独立第18師団が使用した。
十年式擲弾筒が採用されると装備から外され、一部は海難事故の救助索発射機に改造されて索投擲銃として海軍で使用され、民間の船舶にも搭載された。

## スペック
- 重量：7kg
- 全長：115cm
- 口径：12mm
- 最大射程：320m
- 弾薬重量：1kg